# Ramon Mayoral i Manero
Ramon Mayoral i Manero (Barcelona, 12 de juliol de 1916 - Igualada, 28 de febrer de 2006) fou un futbolista català de la dècada de 1940.

## Trajectòria
Va començar a la UE Sant Andreu. Acabada la guerra civil va passar al FC Barcelona, club amb el qual disputà tres partits al Campionat de Catalunya. Durant la temporada 1941-42 jugà amb el Deportivo de La Coruña a primera divisió. Entre 1942 i 1944 jugà al Gimnàstic de Tarragona. Posteriorment jugà a diversos clubs modestos catalans, com el CD Tortosa, CF Igualada, FC Palafrugell o UE Sants.